# 林吳晉瑋
林吳晉瑋（2002年2月4日—），為職業棒球員，目前效力中信兄弟。

## 生平
出生於台東縣綠島鄉，父親是花蓮縣玉里鎮的阿美族人，母親則是綠島人。小學就讀綠島的公館國小。因為從小和父親玩傳接球時對棒球有了興趣，四年級暑假時曾至卑南國小隨隊練習，但因為不適應住宿環境及離家因此又回到公館國小，五年級時才轉學至新生國小接受較正式的棒球訓練。
國中就讀新生國中，並以內野手為主。2016年入選U-15世界盃棒球賽。高中就讀穀保家商，同時擔任投手及野手，並在2019年入選U-18世界盃棒球賽，最終獲得冠軍。
2020年，參加中華職棒選秀會，並在第5輪第26順位被中信兄弟隊選中，也成為中華職棒首位出身自綠島的球員。
進入職棒後，由於兄弟球團看重他的傳球能力，加上小學時曾經擔任過捕手，因此讓他專職捕手的位置。
2021年7月15日，生涯首度升上一軍，但並沒有任何出賽機會即下到二軍，直到2022年5月31日才首度在一軍出賽，1個打數沒有安打，該年也是以代守為主，出賽5場僅獲得2個打數。
2023年，入選明星賽，以為11月的亞洲職棒冠軍爭霸賽做準備。該年出賽24場比賽，擊出10支安打、打擊率0.250。11月，入選亞洲職棒冠軍爭霸賽，後又入選亞洲冬季棒球聯盟，期望透過以賽代訓的方式增加更多實戰經驗，但賽事期間因手傷退出。

## 職棒生涯成績
| 年度 | 球隊     | 背號 | 出賽 | 打數 | 安打 | 全壘打 | 打點 | 盜壘 | 四死 | 三振 | 壘打數 | 雙殺打 | 打擊率 | 上壘率 | 長打率 | OPS   |
| ---- | -------- | ---- | ---- | ---- | ---- | ------ | ---- | ---- | ---- | ---- | ------ | ------ | ------ | ------ | ------ | ----- |
| 2022 | 中信兄弟 | 0    | 5    | 2    | 0    | 0      | 0    | 0    | 0    | 1    | 0      | 0      | 0.000  | 0.000  | 0.000  | 0.000 |
| 2023 | 中信兄弟 | 0    | 24   | 40   | 10   | 0      | 4    | 0    | 1    | 15   | 16     | 1      | 0.250  | 0.268  | 0.400  | 0.668 |
| 2024 | 中信兄弟 | 0    | 36   | 67   | 14   | 0      | 3    | 3    | 12   | 14   | 17     | 0      | 0.209  | 0.329  | 0.254  | 0.583 |
| 合計 | 3年      | －   | 65   | 109  | 24   | 0      | 7    | 3    | 13   | 30   | 33     | 1      | 0.220  | 0.303  | 0.303  | 0.606 |

## 外部連結
- 林吳晉瑋在台灣棒球維基館上的頁面（繁體中文）
- 林吳晉瑋在中華職棒官網
- 林吳晉瑋在Baseball-Reference.com（小聯盟以及海外聯盟）（英语）